# 471
Період падіння Західної Римської імперії. У Східній Римській імперії триває правління Лева I Макелли. У Західній формально править Прокопій Антемій, але влада належить військовому магістру Ріцімеру. Значна частина території окупована варварами, зокрема в Іберії утворилося Вестготське королівство, а Північну Африку захопили вандали, утворивши Африканське королівство, у Тисо-Дунайській низовині утворилося Королівство гепідів.
У Південному Китаї правління династії Лю Сун, на півночі Північної Вей. В Індії правління імперії Гуптів. У Японії триває період Ямато. У Персії править династія Сассанідів.
На території лісостепової України Черняхівська культура. Історики VI століття згадують плем'я антів, що мешкало на території сучасної України приблизно з IV сторіччя. У Північному Причорномор'ї центр володінь гунів, що підкорили собі інші кочові племена, зокрема сарматів та аланів.

## Події
- Василіск, візантійський полководець, який очолював невдалий морський похід проти вандалів, повернувся з трирічного вигнання й організував змову проти військового магістра Аспара. Аспара вбито.
- Вестготи на чолі з Ейріхом захопили значну частину Провансу.
- Остготи у Фракії збунтувалися після вбивства Аспара.
- Правителем остготів у Мезії став Теодоріх.
- Вождь племені табгачів прийняв китайське ім'я Сяовеньді й очолив Північну Вей.